# Michele Somma
Michele Somma (Salerno, 16 maart 1995) is een Italiaans voetballer die bij voorkeur als centrale verdediger speelt. Hij staat onder contract bij AS Roma, waar hij doorstroomde vanuit de eigen jeugdacademie.

## Clubcarrière
Somma werd geboren in de Italiaanse stad Salerno. Hij speelde in de jeugd voor Juventus, waar AS Roma hem in 2012 weghaalde. Op 22 november 2014 debuteerde de centrumverdediger in de Serie A tegen Atalanta Bergamo. Hij mocht na 49 minuten invallen voor de Griek Vasilis Torosidis. AS Roma won de wedstrijd in Bergamo met 1–2. Adem Ljajić en Radja Nainggolan maakten het openingsdoelpunt van Atalanta-middenvelder Maximiliano Moralez ongedaan.

## Interlandcarrière
Somma kwam reeds uit voor verschillende Italiaanse nationale jeugdelftallen. Op 3 september 2014 debuteerde hij voor Italië –20.

## Carrièrestatistieken
| Seizoen                       | Club    | Land   | Competitie | Wed. | Goals |
| ----------------------------- | ------- | ------ | ---------- | ---- | ----- |
| 2014/15                       | AS Roma | Italië | Serie A    | 1    | 0     |
| Totaal                        | Totaal  | Totaal | Totaal     | 1    | 0     |
| Bijgewerkt tot 2 januari 2015 |         |        |            |      |       |